# Rajd Mogürt-Salgó 1985
Rajd Mogürt-Salgó 1985 (12. Nemzetközi Mogürt-Salgó Rallye 1985) – 12. edycja rajdu samochodowego Rajd Mogürt-Salgó rozgrywanego na Węgrezch. Rozgrywany był od 12 do 14 kwietnia 1985 roku. Rajd był trzecia rundą Rajdowego Pucharu Pokoju i Przyjaźni w roku 1985 i także pierwszą rundą Rajdowych Mistrzostw Węgier w roku 1985.

## Klasyfikacja rajdu
| Miejsce                                  | Kierowca               | Pilot                  | Samochód               | Czas                   | Strata                 |                        |
| Klasyfikacja generalna                   | Klasyfikacja generalna | Klasyfikacja generalna | Klasyfikacja generalna | Klasyfikacja generalna | Klasyfikacja generalna | Klasyfikacja generalna |
| ---------------------------------------- | ---------------------- | ---------------------- | ---------------------- | ---------------------- | ---------------------- | ---------------------- |
| 1.                                       | Attila Ferjáncz        | János Tandari          | Renault 5 Turbo        | 3:41:46                | -                      |                        |
| 2.                                       | Marian Bublewicz       | Ryszard Żyszkowski     | FSO Polonez 2000       | 3:43:08                | +1:22                  |                        |
| 3.                                       | Svatopluk Kvaizar      | Jiří Janeček           | Škoda 130 LR           | 3:44:24                | +2:38                  |                        |
| 4.                                       | Jiří Urban             | Jiří Klíma             | Škoda 130 LR           | 3:48:33                | +6:47                  |                        |
| 5.                                       | László Ranga sen.      | Árpád Kurcz            | Lada VAZ 2105 VFTS     | 3:48:51                | +7:05                  |                        |
| 6.                                       | Eugenijus Tumalevičius | Pranas Videika         | Lada VAZ 2105 VFTS     | 3:49:06                | +7:20                  |                        |
| 7.                                       | Sergiy Vukovych        | Andris Zvingevics      | Lada VAZ 2105 VFTS     | 3:49:17                | +7:31                  |                        |
| 8.                                       | Andrzej Koper          | Ryszard Awłasewicz     | FSO Polonez 2000       | 3:54:15                | +12:29                 |                        |
| 9.                                       | Georgi Petrow          | Ivan Tonev             | Lada VAZ 2105 VFTS     | 3:54:28                | +12:42                 |                        |
| 10.                                      | István Felián          | János Gábor            | Lada VAZ 2105 VFTS     | 3:55:27                | +13:41                 |                        |
| Klasyfikacja RPPiP                       |                        |                        |                        |                        |                        |                        |
| 1.                                       | Marian Bublewicz       | Ryszard Żyszkowski     | FSO Polonez 2000       | 3:43:08                | 0.00                   |                        |
| 2.                                       | Svatopluk Kvaizar      | Jiří Janeček           | Škoda 130 LR           | 3:44:24                | +1:16                  |                        |
| 3.                                       | Jiří Urban             | Jiří Klíma             | Škoda 130 LR           | 3:48:33                | +5:25                  |                        |
| 4.                                       | László Ranga sen.      | Árpád Kurcz            | Lada VAZ 2105 VFTS     | 3:48:51                | +5:43                  |                        |
| 5.                                       | Eugenijus Tumalevičius | Pranas Videika         | Lada VAZ 2105 VFTS     | 3:49:06                | +5:58                  |                        |
| 6.                                       | Sergiy Vukovych        | Andris Zvingevics      | Lada VAZ 2105 VFTS     | 3:49:17                | +6:09                  |                        |
| 7.                                       | Andrzej Koper          | Ryszard Awłasewicz     | FSO Polonez 2000       | 3:54:15                | +11:07                 |                        |
| 8.                                       | Georgi Petrow          | Ivan Tonev             | Lada VAZ 2105 VFTS     | 3:54:28                | +11:20                 |                        |
| 9.                                       | István Felián          | János Gábor            | Lada VAZ 2105 VFTS     | 3:55:27                | +12:19                 |                        |
| Klasyfikacja Rajdowych Mistrzostw Węgier |                        |                        |                        |                        |                        |                        |
| 1.                                       | Attila Ferjáncz        | János Tandari          | Renault 5 Turbo        | 3:41:46                | -                      |                        |
| 2.                                       | László Ranga sen.      | Árpád Kurcz            | Lada VAZ 2105 VFTS     | 3:48:51                | +7:05                  |                        |
| 3.                                       | István Felián          | János Gábor            | Lada VAZ 2105 VFTS     | 3:55:27                | +13:41                 |                        |

| 1. | Węgry   |
| 2. | Polska  |
| 3. | ZSRR    |
| 4. | NRD     |
| 5. | Rumunia |